# Герб Губахинского муниципального округа
Герб Губахинского муниципального округа — официальный символ Губахинского муниципального округа Пермского края Российской Федерации.
Первоначально утверждён как герб Губахинского района решением Земского Собрания Губахинского муниципального района от 24 июня 2010 года № 265 «Об утверждении положений о гербе и о флаге Губахинского муниципального района»

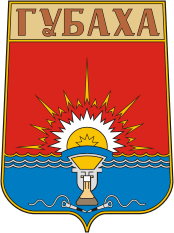
Герб Губахинского района 2006 года

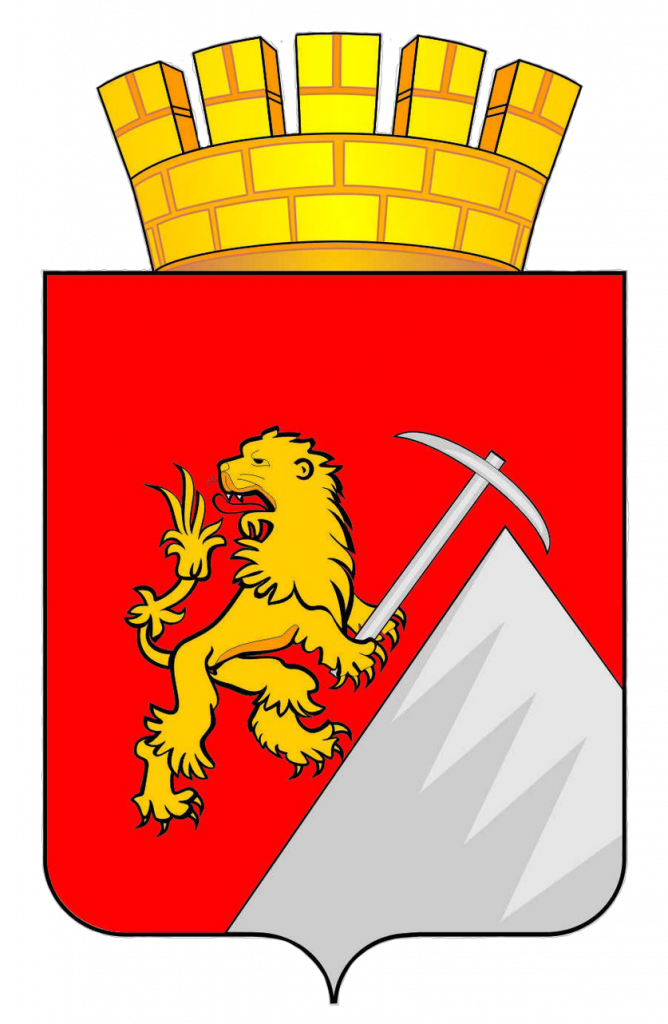
Герб Губахинского городского округа в 2013—2022 годах

## Геральдическое описание герба
В червленом поле золотой, обращенный, восстающий и обернувшийся вправо лев, держащий правой лапой серебряную кирку, заостренную с двух концов, и сопровождаемый снизу слева серебряной выходящей остроконечной горой.

## Символика
- лев указывает на историческое значение представителей династии Абамелек-Лазаревых для развития Губахинского муниципального района, где они долгое время владели шахтами и заводами;
- восстающий лев — символ будущности и перспективы;
- кирка показывает, что долгое время основным занятием населения, проживающего на территории района, была добыча полезных ископаемых, разведка и использование земных недр;
- гора — одна из главных достопримечательностей Губахинской земли — гора Крестовая, место горнолыжного курорта и отдыха жителей и гостей района;
- красный цвет поля символизирует труд, достаток, красоту и праздник;
- серебро — символ совершенства, благородства, чистоты, веры, мира;
- золото — символ высшей ценности, богатства, величия, постоянства, прочности, силы и великодушия.

## История
Решением Земского собрания Губахинского муниципального района от 5 октября 2006 года № 334 «Об утверждении Положения о гербе Губахинского муниципального района Пермского края» был утверждён первый официальный герб Губахинского района. До этого утверждался герб города Губаха в 1972 году и 2002 году.
Описание герба Губахинского района 2006 года: «Композиция решена на красно — синем фоне. В центре герба расположена вспыхнувшая лампочка, которая символизирует историческое событие в жизни города: по плану ГОЭЛРО в г. Губахе построена в 1924 году Кизеловская ГРЭС № 3 им. С. М. Кирова, первенец на Урале. Символ также подчеркивает развитие энергетики в городе. В эти годы ближайшие шахты получили электрическую энергию. Внизу герба изображены скрещенные отбойные молотки, которые также подчеркивают историческое прошлое Губахи, города, который строился, развивался как шахтерский. Редкая семья не связала свою жизнь с горным делом. Без малого два века из недр Губахинской земли занимались добычей угля. Колба, расположенная между лампочкой и отбойными молотками отражает химическую промышленность города, представителем которой является ОАО „Метафракс“, градообразующее предприятие. Продукция его пользуется спросом на мировом рынке. Качество отмечено многочисленными международными наградами. Таким образом, герб символизирует прошлое, настоящее и будущее города Губахи».
Решением Земского Собрания Губахинского муниципального района от 24 июня 2010 года № 265 «Об утверждении положений о гербе и о флаге Губахинского муниципального района» был утверждён новый герб Губахинского района, который был внесён в Государственный геральдический регистр Российской Федерации с присвоением регистрационного № 6387. 
После преобразования муниципального района в Губахинский городской округ, решением Думы Губахинского городского округа от 18 января 2013 года № 13 утверждён герб городского округа город Губаха (Губахинского городского округа). Отличием на гербе стала корона в виде башен. 
В связи с преобразованием  Губахинского и Гремячинского городских округов в Губахинский муниципальный округ на заседании Думы Губахинского муниципального округа 24 ноября 2022 года были  утверждены новые герб и флаг Губахинского муниципального округа. Герб Губахинского муниципального округа приобрёл муниципальную корону с 5 зубцами, схожими с гербом района 2010 года.